# Mehmet Hakkı Suçin
 (septembre 2020).
Si vous disposez d'ouvrages ou d'articles de référence ou si vous connaissez des sites web de qualité traitant du thème abordé ici, merci de compléter l'article en donnant les références utiles à sa vérifiabilité et en les liant à la section « Notes et références ».
 (août 2020).
Mehmet Hakkı Suçin est un auteur, traducteur littéraire et arabisant de la Turquie né à Tuzluca en 1970.

## Biographie
Il a fait ses études de langue et littérature arabes à l’Université d’Ankara. Il a travaillé en tant que traducteur et interprète à l’ambassade du Koweït en Turquie (1993–1998). Il a terminé son master sur Yahya Haqqi, romancier égyptien. Sa thèse de doctorat s’intitulait: Les problèmes d’équivalence et les stratégies dans la traduction arabe-turque.
Mehmet Hakkı Suçin était l’un des membres de l’équipe qui a produit un documentaire semi-dramatique intitulé Les Ailes dorées : une histoire de courage, parrainé par la Radio-Télévision de Turquie (TRT). Il a aussi travaillé comme professeur invité au Centre de traduction et d’études interculturelles à l’Université de Manchester.
De 2012 à 2014, Suçin a présidé la commission des programmes d’études d’arabe –pour les écoles primaires et scolaires– adossés au cadre européen commun de référence pour les langues (CECRL). En 2014, il était l’un des membres du jury au Prix international de la fiction arabe (IPAF) et au Prix Sheikh Hamad pour la traduction et la compréhension internationale en 2015. Le prix de meilleure traduction littéraire lui a été décerné par l’Association des auteurs turcs (TYB) en 2016. Il anime également des ateliers consacrés à la traduction littéraire et à l’interprétation depuis 2012.
Suçin a traduit en turc les œuvres de la littérature arabe classique et moderne : Mu’allaqât, Ibn Hazm, Adonis, Mahmoud Darwich, Khalil Gibran, Nizar Kabbani, Mohammed Bennis et bien d’autres. Il a traduit aussi en arabe la littérature turque. Il est membre de l’Association internationale de dialectologie arabe (AIDA). Ses études portent notamment sur la traductologie, la littérature de langue arabe, l’enseignement de l’arabe aux locuteurs non-natifs. Il est actuellement professeur à l' Université Gazi (en) d’Ankara.

## Œuvres
Certaines de ses publications de base :
- Öteki Dilde Var Olmak: Arapça Çeviriye Yaklaşımlar (Vivre dans une langue qui n’est pas la sienne: Approches de la traduction arabe), Istanbul: Say Yayınları, 2013.  (ISBN 9786050201901).
- Dünden Bugüne Arapçaya Çevirinin Serüveni (Histoire de traduction vers l’arabe : D’hier à aujourd’hui), Ankara: Kurgan, 2012.   (ISBN 9789752676046).
- Haber Çevirisi: Türkçe-Arapça / Arapça-Türkçe + Anahtar Kitap (Traduction d’actualité : Turc-Arabe / Arabe-Turc + Livre clé), Istanbul: Opus Yayınları, 2017.  (ISBN 9786055411541).
- Aktif Arapça (Arabe efficace), Ankara: Engin, 2008.  (ISBN 9789753202930).
- Turkish and Arabic Reduplications in Contrast, Australian Journal of Linguistics (en), 2010, 30 (2), (209-226).

## Traductions
- Adonis, Kitap, Hitap, Hakikat, İstanbul: Everest Yayınları, 2022.  (ISBN 9786051858609).
- Yunus Emre, Mukhtaaraat min Shi'r Yunus Emre / Yunus Emre Seçkisi (Arabic translation of Yunus Emre's poetry), Ankara: Yunus Emre Enstitüsü, 2022.  (ISBN 9786258458213).
- Adania Shibli, Küçük Bir Ayrıntı (Adania Shibli, Minor Detail) Istanbul: Can Yayınları, 2021.  (ISBN 9789750752551).
- Ibn Tufeyl, Hayy bin Yakzan (Ibn Tufail, Hayy ibn Yaqdhan), Istanbul: Kapı Yayınları, 2021.  (ISBN 9786257706629).
- Yedi Askı Şiirleri (Les suspendues, Les Mu'allaqāt), Istanbul: Kırmızı Kedi Yayınları, 2020.  (ISBN 9786052986882).
- İbn Hazm, Güvercin Gerdanlığı (Le collier de la Colombe, Ibn Hazm), Istanbul: Kapı Yayınları, 2018.  (ISBN 9789752448537).
- Halil Cibran, Ermiş (Le prophète, Khalil Gibran), Istanbul: Kırmızı Yayınları, 2016.  (ISBN 9786059245043).
- Yahya Hakkı, Umm Hâşim’in Lambası (La lampe de Oum Hachem, Yahya Haqqi), Ankara: Ta-Ha Yayınları, 1998.  (ISBN 9758191136).
- Mahmud Derviş, Badem Çiçekleri Gibi yahut Daha Ötesi (Comme des fleurs d’amandier ou plus loin, Mahmoud Darwich), Istanbul: Everest Yayınları, 2020.   (ISBN 9786051854564).
- Mahmud Derviş, Atı Neden Yalnız Bıraktın?  (Pourquoi as-tu laissé le cheval à sa solitude?, Mahmoud Darwich), Istanbul: Ayrıntı Yayınları, 2017.  (ISBN 9786053142300).
- Mahmud Derviş, Bu Şiirin Bitmesini İstemiyorum (Je ne veux pas de fin à ce poème, Mahmoud Darwich), Istanbul : Yapı Kredi Yayınları, 2016.  (ISBN 9789750835964).
- Mahmud Derviş, Mural (Murale, Mahmoud Darwich), Istanbul: Kırmızı Yayınları, 2015.  (ISBN 9786059245012).
- Adonis, İşte Budur Benim Adım (C'est mon nom, Adonis), Istanbul: Everest Yayınları.  (ISBN 9786051854595).
- Adonis, Belli Belirsiz Şeyler Anısına (Célébrer des choses vagues, Adonis), Istanbul: Everest Yayınları, 2017.  (ISBN 9786051851945).
- Adonis, Maddenin Haritalarında İlerleyen Şehvet (Cheminement du désir dans la géographie de la matière, Adonis), Istanbul: Kırmızı Yayınları, 2015.  (ISBN 9786055411695).
- Nizar Kabbani, Aşkın Kitabı (Le livre de l’amour, Nizar Kabbani), Ankara: Hece Yayınları, 2017.  (ISBN 9786059556026).
- Muhammed Bennis, Aşkın Kitabı (Le livre de l’amour, Mohammed Bennis), Istanbul: Kırmızı Yayınları, 2015.  (ISBN 9786055411718).
- Nuri el-Cerrah, Midilli’ye Açılan Tekne (Une barque pour Lesbos et autres poèmes, Nouri al-Jarrah), Istanbul: Kırmızı Yayınları, 2019.  (ISBN 9786058053632).
- Şiir Şiir Ayetler–Amme Cüzü Çevirisi (Une traduction poétique de la première partie du Coran), Istanbul: Opus Yayınları, 2015.  (ISBN 978-6055411725).
- Ahmad al-Yasawi, Mukhta:ra:t min Di:wa:n al-Hikma (Le livre de la sagesse, traduction en arabe), Ankara: Ahmet Yesevi Üniversitesi Yayınları, 2017.  (ISBN 9789944237338).
- Melek Mustafa, İçimden Göçenler (Traduction en turc de poèmes choisis de Malak Mustafa, poétesse syrienne), İstanbul : Kırmızı Yayınları.  (ISBN 9786058053649).
- Hulûd el-Mualla, Gülün Gölgesi Yok (Traduction en turc de poèmes choisis de Khulood al-Mualla, poétesse émiratie), İstanbul : Kırmızı Yayınları.  (ISBN 9786055411527).
- Ahmed eş-Şehavi, Benim Adıma Bir Gökyüzü (Un ciel à mon nom, Ahmad al-Shahawy), İstanbul : Kırmızı Yayınları, 2014.  (ISBN 9786055411503).
- Talat S. Halman, Alfiyya min al-Adab al-Turki: Ta:ri:kh Mu:jaz (Un millénaire de la littérature turque), Ankara: Kültür Bakanlığı Yayınları, 2014.  (ISBN 9789751737342).
- Emin el-Hûli, Arap-İslam Kültüründe Yenilikçi Yaklaşımlar] (Renouvellement de la culture arabo-islamique, Amin al-Khouli, co-traduit avec Emrullah İşler), Ankara: Kitâbiyât Yayınları, 2006.
- Qawâ'id al-Lugha al-Turkiyya li Ghair al-Natiqeen Biha (Grammaire turque pour les Arabes), Ankara: Engin Yayınevi, 2003.

## Prix
- Le prix de meilleure traduction littéraire (Le livre de l’Amour de Nizar Kabbani), Association des auteurs turcs, 2016[5].